# Andréi Balashov
Andréi Balashov (en ruso: Андрей Балашов; 22 de marzo de 1946-21 de octubre de 2009) fue un deportista soviético que compitió en vela en la clase Finn.
Participó en dos Juegos Olímpicos de Verano en los años 1976 y 1980, obteniendo dos medallas, plata en Montreal 1976 y bronce en Moscú 1980. Ganó dos medallas en el Campeonato Europeo de Finn, plata en 1976 y bronce en 1980.

## Palmarés internacional
| Juegos Olímpicos   | Juegos Olímpicos        | Juegos Olímpicos  | Juegos Olímpicos |
| Año                | Lugar                   | Medalla           | Clase            |
| ------------------ | ----------------------- | ----------------- | ---------------- |
| 1976               | Montreal (Canadá)       | Medalla de plata  | Finn             |
| 1980               | Moscú (URSS)            | Medalla de bronce | Finn             |
| Campeonato Europeo |                         |                   |                  |
| Año                | Lugar                   | Medalla           | Clase            |
| 1976               | Port-Camargue (Francia) | Medalla de plata  | Finn             |
| 1980               | Helsinki (Finlandia)    | Medalla de bronce | Finn             |